# Costa Atlantica
A Costa Atlantica egy Spirit-osztályú üdülőhajó, amely a CSSC Carnival Cruise Shipping birtokol és üzemeltet. 2000-ben építette a Kvaerner Masa-Yards Helsinki New Hajógyár Helsinkiben, Finnországban .
A Costa Atlanticát 2019 végén eladták a CSSC Carnival Cruise Shippingnek.

## Tervezés és kivitelezés

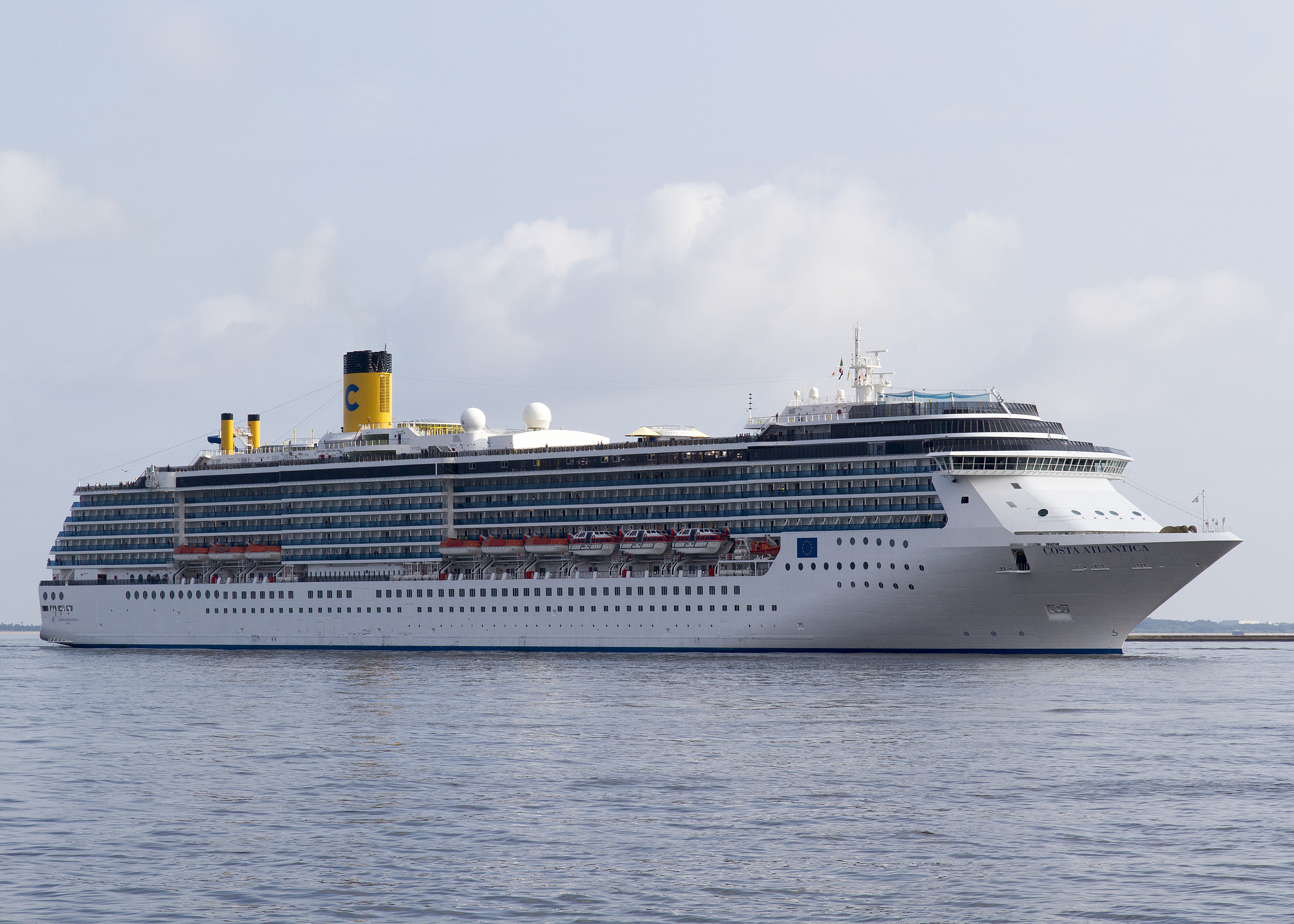
A Costa Atlantica 2014 júliusában

A Costa Atlantica-t 2000-ben mutatták be, a hajó egyike a négy Costa hajónak, amelyek a 2000-es években épültek. Magrodóm borítású, különböző funkciójú medencékkel vannak ellátva, amelyek a fedélzeti kikapcsolódási lehetőségét széles skáláját kínálja. A hajó ugyanazzal az alaprajzzal rendelkezik, mint a testvérvonal Carnival négy Spirit-osztályú hajója, például a Carnival Miracle. A hajó 85 619 tonna, kapacitása 2114 utas, hossza 292,5 m (959 ft 8 in) és 38,8 m (127 ft 4 in) széles. A Costa Atlantica minden utasfedélzetét Federico Fellini olasz rendező filmei alapján nevezték el. Carrarai márvánnyal, muránói üveg díszítéssel és lerakott mozaikcsempével díszitik, a Costa Luminosa mellett. A velencei Caffè Florian másolata is megtalálható.
A CSSC Carnival Cruise Shipping Ltd 2020. január 12-én vette át a hajót, jelezve, hogy egy új, kínai székhelyű tengerjáró társasághoz kerül, hogy a kínai utasokat a saját társaságuk szolgálja ki.

## Útvonal
A Costa Atlantica 2016. november 30-án 46 napos útra indult a Tianjin International Cruise Terminal-ból, több mint 2000 utassal: két kontinensen, és kilenc ország 12 szigetén járt. A Costa Atlantica volt az első kínai tengerjáró hajó a Csendes-óceáni szigeteknél.

## Balesetek
2010-ben Francesco Schettino (később a zátonyra futott Costa Concordia kapitánya) volt a Costa Atlantica kapitánya, mikor a hajó túl nagy sebességgel lépett be a német Warnemünde kikötőjébe, állítólag kárt okozva az AIDAblu-nak is, amely szintén a Carnival Corporation hajója.

### Koronavírus világjárvány
A koronavírus-járvány idején, 2020. április 20-án pozitív esetet jelentettek a Costa Atlantica fedélzetén, amikor kikötötték a Mitsubishi koyagi gyárában Nagaszakiban, ahol február 20-tól március 25-ig javítás alatt állt. Egy orvos négy gyanús esetnél végzett PCR-tesztet: három negatív és egy pozitív eredménnyel. A pozitív eset április 14-e óta lázas volt. Körülbelül 20 másik ember lázasodott be a személyzet tagjai közül az első eset jelentése utáni első héten.
A Costa Atlantica legénységének 623 tagja volt, 36 különböző nemzetiségből, köztük egy japán fordító. A hajón nem voltak utasok az első pozitív esetnél. Összesen 56 személy érintkezett erősen a pozitív esettel. Mindegyiküket karanténba helyezték, és PCR -vizsgálatokat terveztek. A prefektúra fontolóra vette, hogy segítséget kér az Önvédelemtől a helyzet kezelésében.
2020. április 22-én a prefektúra tisztviselői bejelentették, hogy az elvégzett 56 további teszt alapján további 33 személy pozitív, így a pozitív esetek teljes száma 34-re emelkedett. A többi 23 teszt negatív lett. Április 23-án bejelentették, hogy a tesztelés összesen 48 pozitív eredményt hozott, közülük 14 szakács vagy felszolgáló volt. Április 24-én a tisztviselők kijelentették, hogy 91 embernek volt pozitív tesztje, egy beteget kórházba szállítottak. A tisztviselők azt is megjegyezték, hogy annak ellenére, hogy a Costa Atlantica Japánba érkezésekor karanténba került, a hajó legénysége elrendelte, hogy ne hagyják el a dokkot, hacsak nem kell kórházba szállítattni őket, a személyzet néhány tagja a tisztviselők értesítése nélkül távozott. Április 25-én a Nagasaki Televízió bejelentette, hogy 57 új esetet fedeztek fel, így a pozitív esetek száma 148 volt. A legutóbbi esetek 149-es számával, a hajó május 31-én indult el Nagasaki kikötőjéből, és Manila felé tartott.

## Fordítás
- Ez a szócikk részben vagy egészben  a   Costa Atlantica című angol Wikipédia-szócikk ezen változatának fordításán alapul.  Az eredeti cikk szerkesztőit annak laptörténete sorolja fel. Ez a jelzés csupán a megfogalmazás eredetét és a szerzői jogokat jelzi, nem szolgál a cikkben szereplő információk forrásmegjelöléseként.